# Скорпион (пилотажная группа)
«Скорпион» (Scorpion) — пилотажная группа Сухопутных войск Польши. 
Группа летает на четырёх ударных вертолётах Ми-24. 

## История
Эскадрилья была сформирована в 1999 году в составе 49-го вертолётного полка в городе Прущ-Гданьский. В том же году дебютировала на авиационном представлении в городе Радом. 
По состоянию на февраль 2012 года деятельность авиагруппы приостановлена, так как некоторые из её пилотов несут службу в Афганистане в составе коалиционных войск Организации североатлантического блока.
Польская эскадрилья «Скорпион» является одной из двух пилотажных групп мира, летающих на вертолётах Ми-24 (наряду с российскими «Беркутами»).